# Granzin
Granzin är en kommun och ort i Landkreis Ludwigslust-Parchim i förbundslandet Mecklenburg-Vorpommern i Tyskland. 
Kommunen ingår i kommunalförbundet Amt Eldenburg Lübz tillsammans med kommunerna Gallin-Kuppentin, Gehlsbach, Kreien, Kritzow, Lübz, Passow, Ruhner Berge, Siggelkow och Werder.
Orterna Bahlenrade, Beckendorf, Granzin, Greven och Lindenbeck ingår i kommunen.